# Contea di Taining
La contea di Taining (泰宁县S, Tàiníng XiànP) è una contea della Cina, situata nella provincia del Fujian.